# Мадина до Бое
Мадина до Бое (Madina do Boe, или краће Boe) је мало насеље на југоистоку Гвинеје-Бисао, близу границе са Гвинејом, удаљен 152 km од главног града Бисао. Место сачињава група села у кругу од 7 km, са око 720 становника. 
У овом месту је проглашена независност Гвинеје-Бисао од Португала, 24. септембра, 1973. Мадина до Бое је била престоница нове државе до 1974, када је Бисао постао нови главни град.